# Amics dels Goigs
Amics dels Goigs és una associació de col·leccionistes i estudiosos de goigs fundada a Barcelona el 1922 per mossèn Francesc de Paula Baldelló i Benosa. El col·leccionisme de goigs començà amb la Renaixença. Alguns escriptors i intel·lectuals conrearen aquesta afecció com ara mossèn Jacint Verdaguer, Marià Aguiló i Milà i Fontanals. Els Amics dels Goigs és l'entitat existent més antiga del seu gènere. Publica un butlletí trimestral, celebra un cicle anual de conferències i patrocina múltiples edicions de goigs.
Amb motiu de la celebració del centenari de la fundació de l'entitat, es va editar el llibre: "100 anys. Centenari dels amics dels goigs. Memòria de l'Associació a través dels seus butlletins", de Lluís Santasusagna (Impremta Castellar. Barcelona, 2021).